# 帕克 (堪薩斯州)
帕克（英語：Park）是一個位於美國堪薩斯州戈夫縣的城市。

## 地方資料
根據2020年美國人口普查的數據，帕克的面積為0.82平方千米，當中陸地面積為0.82平方千米，而水域面積為0.00平方千米。當地共有人口260人，而人口密度為每平方千米137人。